# Стрмець-при-Поленшаку
Стрмець-при-Поленшаку (словен. Strmec pri Polenšaku) — поселення в общині Дорнава, Подравський регіон‎, Словенія.